# Heinz Reisz
Heinz Reisz (* 1938 in Königsberg) ist ein deutscher Neonazi.

## Leben und Karriere
Reisz (Spitzname Nero), der Brunnenbauer von Beruf war, war Mitglied der Deutschen Partei und der NPD seit ihrer Gründung. Später war er Gründungsmitglied der Aktion Widerstand. Unter Benno Körber beteiligte er sich von der ersten Stunde an am Aufbau des NPD-Ordnerdienstes mit Friedhelm Busse unter Adolf von Thadden.
In den 1970er Jahren gelang ihm der Einzug ins Langener Stadtparlament. Ende der 1970er Jahre trat er wegen der Unterwanderung der NPD durch den Verfassungsschutz aus der Partei aus, blieb aber in ständigem Kontakt mit rechtsextremen Gruppierungen.
Er war Gründungsmitglied der Nationalen Sammlung unter Michael Kühnen (NS) und am 15. Juli 1988 Spitzenkandidat für diese Gruppierung in Langen. Durch das Verbot der Nationalen Sammlung am 9. Februar 1989 wurde die erneute Kandidatur für das Stadtparlament verhindert. 1991 gründete er die Organisation Deutsches Hessen (DH) mit, deren Vorsitzender er war. Für DH kandidierte er bei der Landtagswahl in Hessen 1991 als Direktkandidat im Wahlkreis Offenbach Land I und erreichte dort 0,5 % der Erststimmen.
Im Dezember 1992, kurz nach dem Mordanschlag von Mölln, stellte der damalige Bundesinnenminister Rudolf Seiters den Antrag beim Bundesverfassungsgericht, Reisz die Verwirkung von Grundrechten auszusprechen. Das Gericht lehnte den Antrag 1996 ab, da Reisz zuvor wegen günstiger Prognose vorzeitig aus der Haft entlassen worden war.